# Mimnerm
Mimnerm (llatí: Mimnermus; grec antic: Μίμνερμος) va ser un famós poeta elegíac grec. El seu lloc de naixement és dubtós entre Colofó, Esmirna i Astipalea, però encara que la primera és la més anomenada, podria ser un descendent dels colofonians que van reconquerir Esmirna als eolis i llavors hauria nascut a Esmirna. Va florir vers el 634 aC i fou contemporani de Soló que l'esmenta. Hermesianax també en fa referència. Les seves composicions foren conservades per centúries en dos llibres que finalment es van perdre quan van ser cremats per monjos romans d'Orient a causa del fet que contenien poesies eròtiques. Només alguns fragments s'han conservat, que corresponen al poema de nom Nanno. És el més antic dels poetes que esmenta un eclipsi de sol.